# Albert Delaunay
Pour les articles homonymes, voir Delaunay.
Albert Delaunay, né le 4 mai 1828 à Paris et mort le 23 juillet 1892 à Raizeux, est l'auteur d'une méthode de sténographie.

## Biographie
Albert Delaunay travaille sur l'œuvre de Prévost en la retravaillant largement. Il essaie de conserver ses règles essentielles, et arrive à confectionner le système français le plus scientifique[réf. nécessaire].
Albert Delaunay fut tachygraphe réviseur du Sénat et Président de l'Association de Sténographie Unitaire.
En 1878, ses collaborateurs ont publié Cours de sténographie (Méthode Prévost-Delaunay), élaboré à partir de leurs leçons orales et suivi d'une série d'exercices.
La méthode Prévost-Delaunay utilise cinq lignes droites simples, cinq lignes simples avec de petites boucles, trois lignes droites avec crochet, deux lignes droites doubles qui indiquent deux syllabes ensemble, six lignes droites avec grande boucle et quatre demi-cercles avec boucle initiale. Comme raccourcis, il ajoute le renforcement du signe, la superposition et les incompatibilités. Les voyelles sont représentées par des points et des traits séparés du sténogramme. La méthode possède 25 règles de base.